# Димитър Теохаров
Димитър Манолов Теохаров е български политик, бивш кмет на Русе.

## Биография
Роден е на 3 юни 1905 г. в Русе. Още като ученик симпатизира на социалистическите идеи. Завършва русенската мъжка гимназия. Известно време учи и в Морското училище във Варна. През 1926 г. постъпва на работа в захарната фабрика, а след това в керамичната фабрика „Труд“. Избран е за секретар на металоработническото дружество „Закрила“. Приет е за член на Работническата партия.
През 1928 година остава без работа и се отдава на партийна и синдикална дейност. Избран е в централното ръководство на Независимите професионални съюзи и става организатор на работниците от Северна България. Активната му пропагандна дейност е съпроводена с арести и преследвания. За да заличи следите си, временно работи в София, после се връща в Русе като секретар на нелегалния Околийски комитет на БКП. През 1932 – 1934 г. е емигрант в Съветския съюз, където завършва Международна ленинска школа. След завръщането си в България известно време е секретар на Околийския комитет на Работническата партия в Сливен, където е ранен при полицейска акция. После отново е в София на партийна работа и през 1937 г. се завръща в Русе като секретар на Окръжния комитет на Работническата партия. През есента на 1941 г. е арестуван за комунистическа дейност и изпратен в концентрационния лагер Кръсто поле. Освободен е в края на 1943 г., но през пролетта на 1944 г. е мобилизиран и изпратен в „черните роти“.
След 9 септември 1944 г., поради спорове с областното партийно ръководство е изпратен за околийски управител в Дулово. Поради заболяване се връща отново в Русе и е помощник-кмет на града (1947 – 1949). Като човек с партийно-организационен и управленски опит, Димитър Теохаров е избран за председател на Градския народен съвет на 10 октомври 1949 г.
Усилията му са насочени към активизиране стопанската дейност на общината с цел увеличаване на приходите, за да може да се ускори благоустрояването на града и решаване някои от социалните проблеми на гражданите. При осъществяването на тези задачи и особено личностния подход в кадровата политика се сблъсква с мнението на първия секретар на БКП в града. Това е времето на процеса срещу Трайчо Костов и търсене на „врагът с партиен билет“. На 24 юни 1950 г. е освободен като председател на ГНС. Следващите години са много тежки за Д. Теохаров. Той е безработен, болен и подложен на морален тормоз. След физическото се възстановяване започва работа като машинист във водоснабдителната помпена централа в Русе. След Априлския пленум от 1956 г. е реабилитиран и назначен за директор на фабрика „Юта“. След немного време и тук става неудобен заради несъгласие с някои партийни решения. Освободен е и работи на обществени начала в Комисията за държавен и народен контрол. Многократно е избиран за общински съветник.
Умира на 18 април 1996 г. в Русе.